# Венгрия на «Евровидении-2009»
Венгрию на конкурсе песни Евровидение 2009 представил Золи Адок с песней «Dance with me» («Потанцуй со мной»).
3 февраля 2009 Венгерское телевидение сообщило, что из 105 присланных на конкурс песен, была выбрана «If You Wanna Party» Марка Зентаи. Однако вскоре выяснилось, что эта песня под названием «We Became Friends» была опубликована уже в 2004 году, и более того, использовалась в шведской версии телевизионной программы «Big Brother». После обнародования этой информации Зентаи отказался от дальнейшего участия, а Веннгерское телевидение было вынуждено выбрать другую песню.
4 февраля венгерское телевидение объявило, что актриса Катя Томпош представит Венгрию на конкурсе с песней «Magányos csónak» («Одинокая лодка»). Однако, профессиональное объединение композиторов популярной музыки опротестовало это решение, указав на недостаточность времени для выбора достойного кандидата и на то, что выбор был осуществлён без участия публики. Венгерское телевидение тем не менее настаивало на участии Томпош, указывая на то что профессиональное жюри занималось выбором кандидата в течение всего дня.
10 февраля Томпош заявила об отказе от участия в конкурсе, сообщив, что она предпочитает сконцентрироваться на театральной карьере, и что участие в восьми постановках в трёх разных театрах не позволит ей достойно подготовиться. Жюри венгерского телевидения снова было вынуждено искать исполнителя. 23 февраля жюри выбрало Золи Адока с песней «Dance with me» (Потанцуй со мной) .

## Конкурс
Венгрия выступала одиннадцатой во втором полуфинале и получила 16 очков (8 от Азербайджана, по 3 от Испании и Албании и 2 от Словакии), заняв в итоге 15 место и не пройдя в финал.